# Acrocephalus newtoni
El carricero malgache (Acrocephalus newtoni) es una especie de ave paseriforme de la familia Acrocephalidae endémica de Madagascar. Su hábitat natural son los pantanos.